# Phyllis Omido
Phyllis Omido (Vila Kidinye, no Quénia, 1978) é uma ativista ambiental queniana premiada, e fundadora do Centro de Justiça e Ação Ambiental, uma organização comunitária não governamental sem fins lucrativos que defende o meio ambiente e os direitos socioeconômicos de comunidades em torno das indústrias extrativas do Quênia.
Omido ganhou o título das 100 pessoas mais influentes do mundo em 2021, pela revista Time.

## Biografia
Omido nasceu no vilarejo de Kidinye, no Quênia, no ano de 1978. É mãe de King David.
No ano de 2000, Omido foi contratada, pela usina de reciclagem de baterias Metal Refinery EPZ, em Mombaça, para ser a intermediária entre a empresa e a comunidade local Owino Uhuru. Trabalhando com uma equipe de especialistas e avaliando as doenças e mortes dos moradores ao redor, Omido elaborou um relatório de impacto ambiental, onde avaliou que o chumbo lançado nos córregos pela usina estava envenenando os moradores locais. E percebeu que, possivelmente, as autorizações da empresa foram obtidas de forma ilegal. Omido aconselhou que a fábrica fosse fechada imediatamente e remanejada. Os diretores da usina não escutaram, e retiram Omido do projeto. Omido vai aos órgãos governamentais que haviam emitido as licenças e apresenta os relatórios de impacto ambiental da usina, mas também não tomaram providências. Omido trava uma briga com a usina e o governo, principalmente depois que seu bebê fica gravemente doente, comprovado em teste que estava com níveis elevados de chumbo no sangue. Os altos custos de Omido com hospitais foram pagos pela empresa e pelo governo, em troca de silêncio. Omido sai do emprego, e organiza manifestações contra a usina e a prefeitura. Em uma das manifestações, foi acusada de incitar a violência e foi presa. O justiça a absolveu. Essa situação chamou a atenção da Human Rights Watch, da ONU e outros grupos externos, que ajudaram Omido contra a usina.
Em 2009, funda o Center For Justice Governance & Environmental Action (CJGEA), uma organização comunitária não governamental sem fins lucrativos que defende o meio ambiente e os direitos socioeconômicos de comunidades em torno das indústrias extrativas do Quênia. No ano de 2014, Omido consegue o fechamento da usina Metal Refinery EPZ e, em 2020, consegue um acordo de US$ 12 milhões aos moradores da comunidade, vítimas do envenenamento por chumbo da usina e o Tribunal de Justiça deu um prazo de quatro meses para que o governo limpasse a comunidade de Owino Uhuru, Entre os anos de 2015 e 2020, Omido conseguiu fechar pelo menos dez usinas de resíduos tóxicos no Quênia

## Prêmios
- Goldman Environmental (2015)[5]
- 100 BBC Women (2020)[8]
- TIME100 - As 100 pessoas mais influentes do mundo (2021)[3]

## Livros
- With a Mother’s Anger[9]